# 382 Dywizja Strzelecka (ZSRR)
382 Dywizja Strzelecka (ros. 382-я стрелковая дивизия) – związek taktyczny (dywizja) Armii Czerwonej.
Sformowana w czasie II wojny światowej, od sierpnia do września 1941, na Syberii. Broniła przed niemieckim najeźdźcą Leningradu. Brała udział w wyzwoleniu Nowogrodu i Wyborga.